# Zapolice (powiat zduńskowolski)
Zapolice – wieś w Polsce położona w województwie łódzkim, w powiecie zduńskowolskim, w gminie Zapolice.
W latach 1975–1998 miejscowość należała administracyjnie do województwa sieradzkiego.
Miejscowość jest siedzibą gminy Zapolice.
Z "Liber beneficiorum" Jana Łaskiego (Gniezno 1880, t. II, s. 476) wynika, że wieś ta była gniazdem rodowym Zapolskich herbu Pobóg. Ród ten wydał wielu ludzi zasłużonych Kościołowi i Rzeczypospolitej. Z tej rodziny pochodziła Barbara Zapolska – matka biskupów: Macieja i Stanisława Łubieńskich (Maciej Łubieński). W XIX w. i do 1939 r. był tu majątek Myszkowskich. Po dawnym założeniu dworskim pozostały tylko resztki parku.